# Muscle Shoals Sound Studio

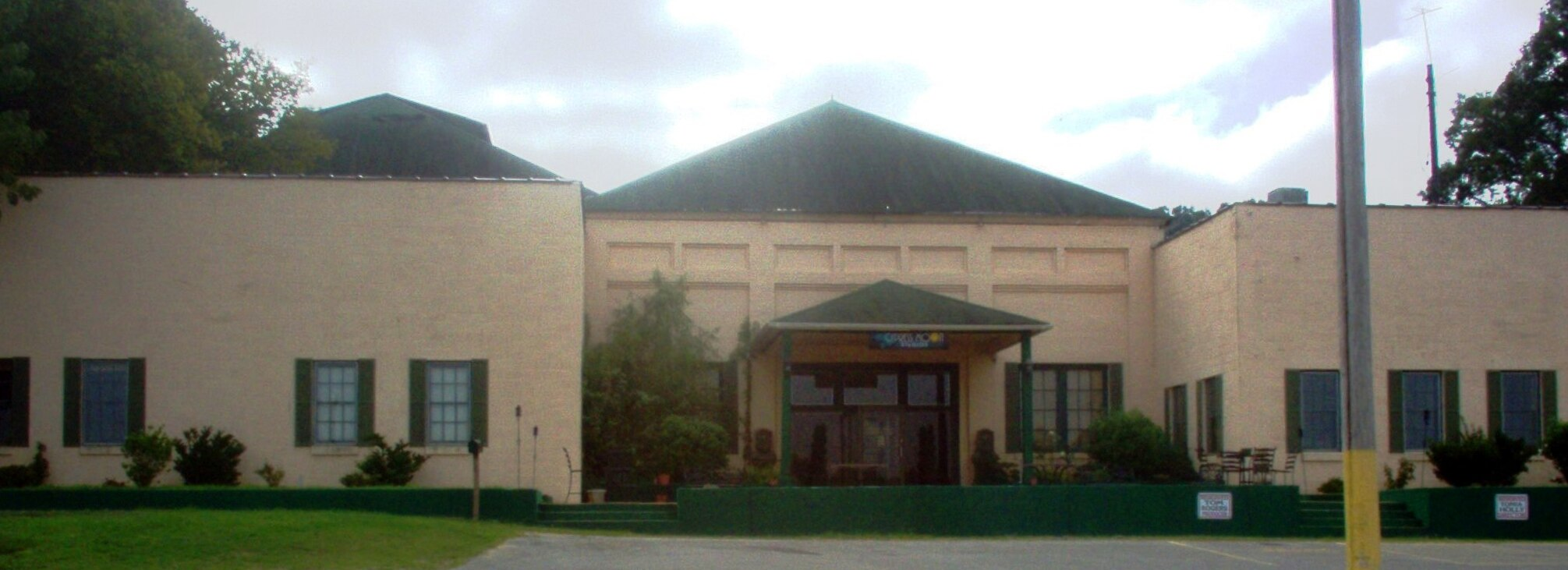
Instalações do estúdio da Muscle Shoals Sound no Alabama, Estados Unidos.

Muscle Shoals Sound Studio foi fundado em Sheffield, Alabama, em 1969 quando um grupo de músicos de estúdio decidiram deixar o estúdio FAME em Muscle Shoals para criar seu próprio estúdio. Neste estúdio foram gravados álbuns como "Slow Train Coming" de Bob Dylan

e "Sticky Fingers" de The Rolling Stones.

## História
A história do estúdio foi registrada em 2013 pelo cineasta Greg "Freddy" Camalier em seu documentário "Muscle Shoals: um lendário estúdio de rock" que conta com entrevistas de diversos artistas que passaram pelo estúdio, entre eles Percy Sledge, Wilson Pickett, Aretha Franklin, Etta James, Mick Jagger, Keith Richards, Steve Winwood, Bono e Alicia Keys.

### Estúdio original
O edifício onde originalmente funcionava o estúdio foi registrado no Registro Nacional de Lugares Históricos norte-americano.

Em junho de 2013, foi vendido por Noel Webster, que mantinha o edifício protegido, para a fundação Muscle Shoals Music Foundation. O objetivo é transformar o edifício histórico em um museu.

## Gravações selecionadas
| Álbum ou música                                     | Artista                      | Data                               | US Pop chart       | Notes              |
| --------------------------------------------------- | ---------------------------- | ---------------------------------- | ------------------ | ------------------ |
| 3614 Jackson Highway                                | Cher                         | 1969                               |                    |                    |
| Boz Scaggs                                          | Boz Scaggs                   | 1969                               |                    |                    |
| "Take a Letter, Maria"                              | R.B. Greaves                 | August 19, 1969                    | #2                 |                    |
| Muscle Shoals Nitty Gritty                          | Herbie Mann                  | (Released 1970)                    |                    |                    |
| "Wild Horses"                                       | The Rolling Stones           | December 2–4, 1969 (Released 1971) | #28                |                    |
| "I'll Take You There"                               | The Staple Singers           | 1972                               | #1                 |                    |
| "Kodachrome"                                        | Paul Simon                   | 1973                               | #2                 |                    |
| "Loves Me Like a Rock"                              | Paul Simon                   | 1973                               | #2                 |                    |
| One More River to Cross                             | Canned Heat                  | 1973                               |                    |                    |
| Atlantic Crossing                                   | Rod Stewart                  | 1974-1975 (Released 1975)          |                    |                    |
| Breakaway                                           | Art Garfunkel                | 1975                               |                    |                    |
| "Katmandu"                                          | Bob Seger                    | 1975                               | #43                |                    |
| No Reservations                                     | Blackfoot                    | 1975                               |                    |                    |
| Flyin' High                                         | Blackfoot                    | 1976                               |                    |                    |
| "Night Moves"                                       | Bob Seger                    | 1976                               | #8                 |                    |
| "Mainstreet"                                        | Bob Seger                    | 1976                               | #24 (in 1977)      |                    |
| Izitso                                              | Cat Stevens                  | 1976                               | #7 (in 1977)       |                    |
| "Torn Between Two Lovers"                           | Mary MacGregor               | 1976                               | #1 (in 1977)       |                    |
| Street Survivors                                    | Lynyrd Skynyrd               | 1977                               |                    |                    |
| "Old Time Rock and Roll"                            | Bob Seger                    | 1978                               | #28 (in 1979)      |                    |
| Skynyrd's First: The Complete Muscle Shoals Album   | Lynyrd Skynyrd               | 1971-1972 (Released 1978)          |                    |                    |
| "Gotta Serve Somebody" do álbum "Slow Train Coming" | Bob Dylan                    | 1979                               | #24                | 1980 Grammy winner |
| Pleasure and Pain                                   | Dr. Hook & The Medicine Show | 1978                               |                    |                    |
| Sometimes You Win                                   | Dr. Hook & The Medicine Show | 1979                               |                    |                    |
| Take What You Find                                  | Helen Reddy                  | 1979 (Lançado em 1980)             |                    |                    |
| Valotte                                             | Julian Lennon                | 1984                               | #9                 |                    |
| Brothers                                            | The Black Keys               | 2009 (Lançado em 2010)             | 2011 Grammy winner |                    |

## Ver Também
- Bob Dylan
- The Rolling Stones